# Ermo
Ermo là một đô thị thuộc bang Santa Catarina, Brasil. Đô thị này có diện tích 63,868 km², dân số năm 2007 là 1843 người, mật độ 32,2 người/km².